# NGC 1042
NGC 1042 is een balkspiraalstelsel in het sterrenbeeld Walvis. Het hemelobject ligt 61 miljoen lichtjaar (18,6 × 106 parsec) van de Aarde verwijderd en werd op 10 november 1885 ontdekt door de Amerikaanse astronoom Lewis A. Swift.

## Synoniemen
- PGC 10122
- MCG -2-7-54
- IRAS 02379-0838